# Mistrzostwa Europy w Piłce Nożnej 2000 (eliminacje)/Grupa 3
W Grupie 3 eliminacji do Euro 2000 o awans walczyło 5 zespołów:
- Niemcy
- Turcja
- Finlandia
- Irlandia Północna
- Mołdawia

Zespoły rozegrały mecze w systemie każdy z każdym u siebie i na wyjeździe. Zwycięzca grupy awansował na Euro 2000, a druga drużyna zagrała w barażach.

## Tabela
| Lp. | Drużyna           | M | Mecze | Mecze | Mecze | Bramki | Bramki | Bramki | Pkt |
| Lp. | Drużyna           | M | W     | R     | P     | +      | −      | +/−    | Pkt |
| --- | ----------------- | - | ----- | ----- | ----- | ------ | ------ | ------ | --- |
| 1.  | Niemcy            | 8 | 6     | 1     | 1     | 20     | 4      | +16    | 19  |
| 2.  | Turcja            | 8 | 5     | 2     | 1     | 15     | 16     | −1     | 17  |
| 3.  | Finlandia         | 8 | 3     | 1     | 4     | 13     | 13     | 0      | 10  |
| 4.  | Irlandia Północna | 8 | 1     | 2     | 5     | 4      | 19     | −15    | 5   |
| 5.  | Mołdawia          | 8 | 0     | 4     | 4     | 7      | 17     | −10    | 4   |

|                   | Niemcy | Turcja | Finlandia | Irlandia Północna | Mołdawia |
| ----------------- | ------ | ------ | --------- | ----------------- | -------- |
| Niemcy            | X      | 0:0    | 2:0       | 4:0               | 6:1      |
| Turcja            | 1:0    | X      | 1:3       | 3:0               | 2:0      |
| Finlandia         | 1:2    | 2:4    | X         | 4:1               | 3:2      |
| Irlandia Północna | 0:3    | 0:3    | 1:0       | X                 | 2:2      |
| Mołdawia          | 1:3    | 1:1    | 0:0       | 0:0               | X        |

## Wyniki
Wszystkie godziny podane na czas środkowoeuropejski
| 5 września 1998 18:00 | Finlandia · Kolkka 8' · Johansson 44' · Paatelainen 63' | 3:2(2:2)Raport | Mołdawia · 10', 12' Oprea | Stadion Olimpijski w Helsinkach, Helsinki Widzów: 18 716 Sędzia: Graham Barber |
|                       |                                                         |                |                           |                                                                                |

| 5 września 1998 19:30 | Turcja · Derelioğlu 19', 59' · Havutçu 49' (k.) | 3:0(1:0)Raport | Irlandia Północna | Stadion im. Alego Sami Yena, Stambuł Widzów: 19 480 Sędzia: Ryszard Wójcik |
|                       |                                                 |                |                   |                                                                            |

| 10 października 1998 16:00 | Irlandia Północna · Rowland 36' | 1:0(1:0)Raport | Finlandia | Windsor Park, Belfast Widzów: 10 002 Sędzia: Zoran Arsić |
|                            |                                 |                |           |                                                          |

| 10 października 1998 19:00 | Turcja · Şükür 70' | 1:0(0:0)Raport | Niemcy | Stadion im. Atatürka w Bursie, Bursa Widzów: 20 000 Sędzia: Hugh Dallas |
|                            |                    |                |        |                                                                         |

| 14 października 1998 19:30 | Mołdawia · Guzun 6' | 1:3(1:3)Raport | Niemcy · 19', 36' Kirsten · 38' Bierhoff | Stadion Zimbru, Kiszyniów Widzów: 5000 Sędzia: Juan Fernández Marín |
|                            |                     |                |                                          |                                                                     |

| 14 października 1998 19:30 | Turcja · Temizkanoğlu 72' | 1:3(0:1)Raport | Finlandia · 5' Paatelainen · 51' Johansson · 90+6' Litmanen | Stadion im. Alego Sami Yena, Stambuł Widzów: 20 420 Sędzia: Vaclav Krondl |
|                            |                           |                |                                                             |                                                                           |

| 18 listopada 1998 21:00 | Irlandia Północna · Dowie 49' · Lennon 63' | 2:2(0:1)Raport | Mołdawia · 23' Gaidamașciuc · 58' Testemițanu | Windsor Park, Belfast Widzów: 11 137 Sędzia: Vladimír Hriniak |
|                         |                                            |                |                                               |                                                               |

| 27 marca 1999 16:00 | Irlandia Północna | 0:3(0:2)Raport | Niemcy · 11', 43' Bode · 63' Hamann | Windsor Park, Belfast Widzów: 14 270 Sędzia: Graziano Cesari |
|                     |                   |                |                                     |                                                              |

| 27 marca 1999 18:00 | Turcja · Şükür 34' · Yalçın 90+2' | 2:0(1:0)Raport | Mołdawia | Stadion im. Alego Sami Yena, Stambuł Widzów: 19 454 Sędzia: Konrad Plautz |
|                     |                                   |                |          |                                                                           |

| 31 marca 1999 20:00 | Mołdawia | 0:0(0:0)Raport | Irlandia Północna | Stadion Republikański, Kiszyniów Widzów: 9237 Sędzia: Edo Trivković |
|                     |          |                |                   |                                                                     |

| 31 marca 1999 20:30 | Niemcy · Jeremies 31' · Neuville 37' | 2:0(2:0)Raport | Finlandia | Max-Morlock-Stadion, Norymberga Widzów: 40 758 Sędzia: Siergiej Chusajnow |
|                     |                                      |                |           |                                                                           |

| 5 czerwca 1999 18:00 | Finlandia · Tihinen 10' · Paatelainen 14' | 2:4(2:2)Raport | Turcja · 25', 84' Havutçu · 34', 87' Şükür | Stadion Olimpijski w Helsinkach, Helsinki Widzów: 36 042 Sędzia: Dick Jol |
|                      |                                           |                |                                            |                                                                           |

| 4 czerwca 1999 20:30 | Niemcy · Bierhoff 2', 56', 82' · Kirsten 27' · Bode 38' · Scholl 71' | 6:1(3:0)Raport | Mołdawia · 76' Stratulat | BayArena, Leverkusen Widzów: 21000 Sędzia: Jorge Coroado |
|                      |                                                                      |                |                          |                                                          |

| 9 czerwca 1999 18:00 | Mołdawia | 0:0(0:0)Raport | Finlandia | Stadion Republikański, Kiszyniów Widzów: 8000 Sędzia: Florenzo Treossi |
|                      |          |                |           |                                                                        |

| 4 września 1999 16:00 | Irlandia Północna | 0:3(0:1)Raport | Turcja · 45', 46', 48' Erdem | Windsor Park, Belfast Widzów: 7270 Sędzia: Alain Sars |
|                       |                   |                |                              |                                                       |

| 4 września 1999 19:00 | Finlandia · Salli 63' | 1:2(0:2)Raport | Niemcy · 2', 17' Bierhoff | Stadion Olimpijski w Helsinkach, Helsinki Widzów: 20 148 Sędzia: Antonio López Nieto |
|                       |                       |                |                           |                                                                                      |

| 8 września 1999 19:30 | Mołdawia · Epureanu 3' | 1:1(1:0)Raport | Turcja · 76' Havutçu | Stadion Republikański, Kiszyniów Widzów: 10000 Sędzia: Andreas Schluchter |
|                       |                        |                |                      |                                                                           |

| 8 września 1999 20:30 | Niemcy · Bierhoff 3' · Ziege 16', 33', 45' | 4:0(4:0)Raport | Irlandia Północna | Signal Iduna Park, Dortmund Widzów: 41000 Sędzia: Jorgos Bikas |
|                       |                                            |                |                   |                                                                |

| 9 października 1999 18:00 | Finlandia · Johansson 9' · Hyypiä 63' · Kolkka 73', 83' | 4:1(1:0)Raport | Irlandia Północna · 59' Whitley | Stadion Olimpijski w Helsinkach, Helsinki Widzów: 8217 Sędzia: Armand Ancion |
|                           |                                                         |                |                                 |                                                                              |

| 9 października 1999 19:30 | Niemcy | 0:0(0:0)Raport | Turcja | Olympiastadion München, Monachium Widzów: 63 572 Sędzia: Pierluigi Collina |
|                           |        |                |        |                                                                            |